# Schoolstaking voor het klimaat
Schoolstaking voor het klimaat, bekend als Spijbelen voor het klimaat of Klimaatmars voor een betere toekomst, is een actie van scholieren, die regeringen oproept om maatregelen tegen de opwarming van de Aarde te nemen. De acties ontstonden in navolging van de internationale beweging School strikes for climate, School Strikes 4 Climate, Fridays for Future (Duitsland, Oostenrijk, Nederland) en Klimastreik (Zwitserland), die startten in augustus 2018 op initiatief van Greta Thunberg. In België startten de eerste acties van Youth for Climate op 10 januari 2019, op initiatief van Anuna De Wever en Kyra Gantois. Sinds de zomer van 2019 wordt het voortouw genomen door Adélaïde Charlier en Anuna De Wever.

## Voorgeschiedenis

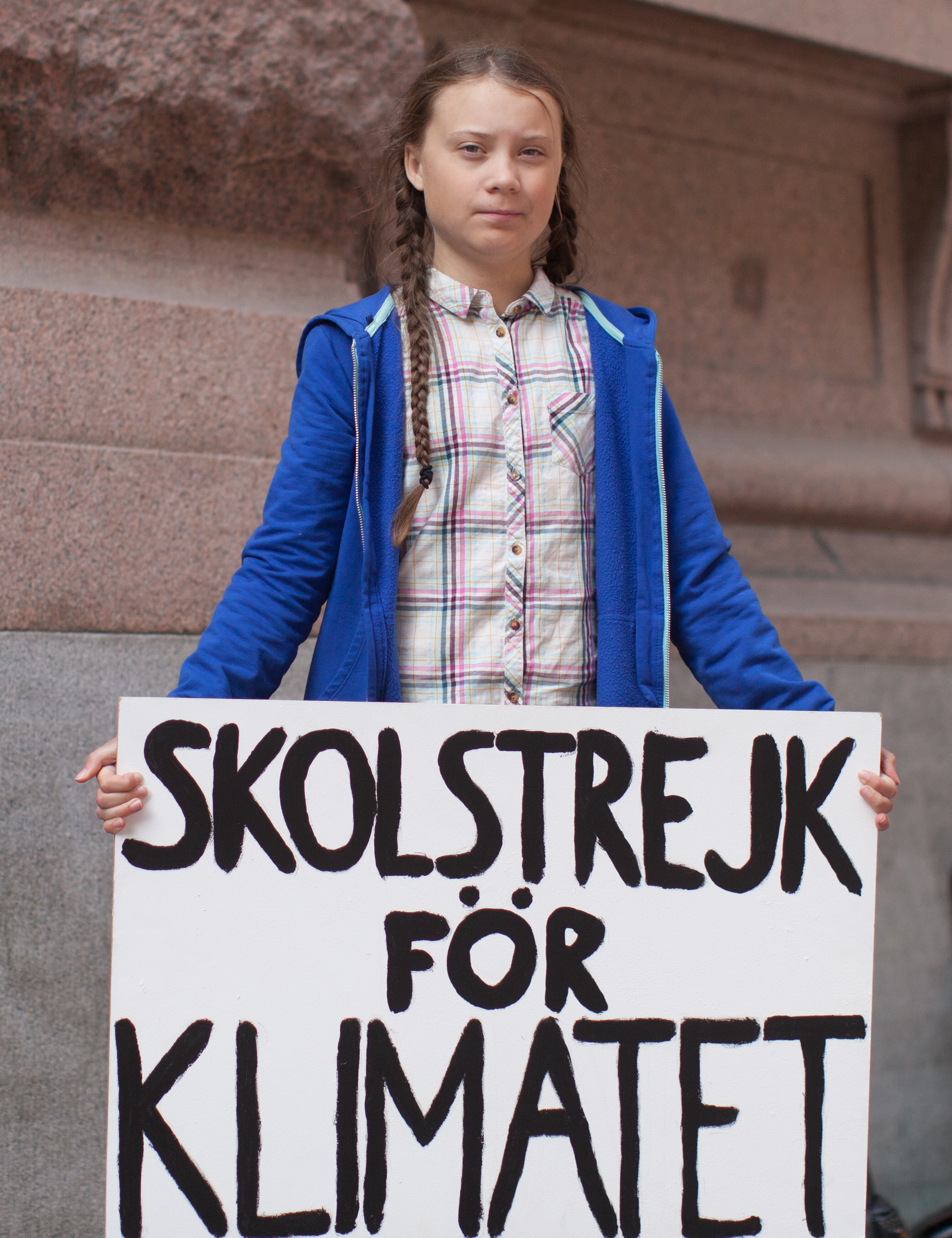
Greta Thunberg (27 augustus 2018)

De eerste actie werd na de schoolvakantie op 20 augustus 2018 gestart door de 15-jarige Zweedse klimaatactiviste Greta Thunberg, die besloot elke schooldag te staken tot de Zweedse parlementsverkiezingen op 9 september 2018. Dit deed ze door een sit-in voor het parlementsgebouw met een bord "Skolstrejk för klimatet" (schoolstaking voor het klimaat).
Na de verkiezingen bleef ze elke vrijdag actievoeren. In navolging van de actie in Zweden volgden in november 2018 de eerste acties in Australië, ondanks een oproep van de Australische premier Scott Morrison, die zei dat de jongeren zich meer moesten bezig houden met leren in school en minder met activisme. Vanaf december 2018 volgden er wereldwijd acties in meerdere landen.
Thunberg zelf bleef haar wekelijkse schoolstaking 251 weken lang houden tot haar afstuderen in juni 2023. Haar wekelijkse betogingen zullen wel blijven doorgaan.

## België

### Ontstaan

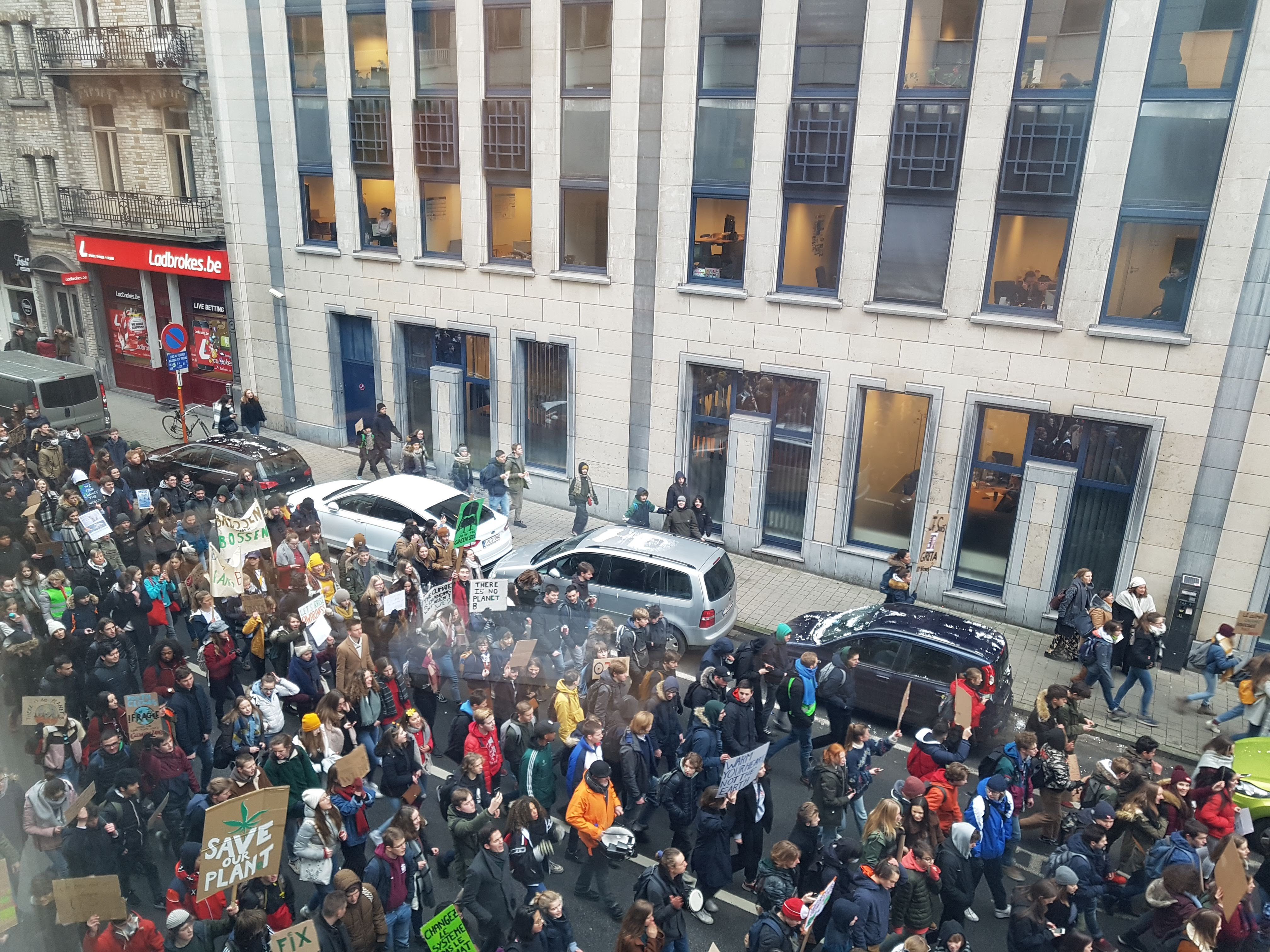
Klimaatspijbelaars op 24 januari in de Trierstraat, nabij het Europees Parlement, in Brussel

Geïnspireerd door de acties van Greta Thunberg riepen begin januari 2019 de 17-jarige Anuna De Wever en de 19-jarige Kyra Gantois, beiden scholieren op het Koninklijk Atheneum Mortsel, via sociale media op om elke donderdag te spijbelen voor het klimaat en actie te voeren in Brussel.
In Wallonië werd Adélaïde Charlier (18) uit Namen het gezicht van de klimaatactie.
Op de eerste actiedag op donderdag 10 januari 2019 in Brussel was er een onverwachte opkomst van 3.000 leerlingen.
Op donderdag 17 januari kwamen er 12.500 deelnemers naar Brussel en verzamelden er ook een 250-tal in Antwerpen.
Op de derde donderdag (24 januari) waren er 35.000 jongeren aanwezig in Brussel, in andere Belgische steden werd actie gevoerd. Zo waren er tweeduizend leerlingen uit het lager onderwijs samengekomen in Gent, een duizendtal leerlingen in Oostende, een vijfhonderdtal in Antwerpen, tweehonderd in Sint-Niklaas, vijftig in Tienen, honderden leerlingen in Namen en vijftienhonderd in Luik. Bij de middelbare scholieren (de zogenaamde Youth for Climate-beweging) voegden zich ook een klein aantal studenten van hogescholen en universiteiten. Deze students for Climate riepen de studenten op om zich na de examenperiode vanaf half februari aan te sluiten bij de stakende scholieren.
De Vlaamse leerlingen noemen de actie brossen voor de bossen (brossen is een Belgisch-Nederlands woord voor spijbelen). Voor de vierde editie, op donderdag 31 januari 2019, werd een nieuwe route in Brussel uitgestippeld en werd de naam gewijzigd in "Klimaatmars voor een betere toekomst". Op de vierde editie waren er 12.500 manifestanten in Brussel en 15.000 leerlingen en studenten in Luik, waarbij heel wat kinderen uit de lagere scholen. De spijbelaars kregen de steun van de stad Luik. In Leuven kwamen 3000 leerlingen en leerkrachten uit 27 basisscholen bijeen en in Antwerpen waren er 350 scholieren aanwezig.
Op 6 februari 2019 werd de klimaatbetoging op aanvraag van de Leuvense scholen, door KlimaLeuven georganiseerd. Er kwamen meer dan 10.000 scholieren en studenten samen op het Ladeuzeplein in Leuven. In Kortrijk kwamen 1000 scholieren op straat, waaronder ook heel wat scholieren uit de lagere scholen en kleuters, samen met hun leerkrachten. In Brussel waren er 5000 betogers aanwezig, zowel Brusselse, Vlaamse als Waalse scholieren en vooral studenten. In Antwerpen verzamelden 600 jongeren, in Hasselt 600 jongeren, in Beringen 450 leerlingen en leerkrachten, in Herve 500 jongeren, in Luik 250 jongeren en in Bergen enkele tientallen. Op donderdag 14 februari waren er 11.000 demonstranten aanwezig, behalve scholieren studenten en grootouders. Op 21 februari 2019, de zevende donderdag op rij, kwam Greta Thunberg naar Brussel om samen met Anuna De Wever, Kyra Gantois en Adélaïde Charlier vooraan mee te lopen. Door de massale persbelangstelling moest de politie ingrijpen om de jongeren te beschermen. In de voormiddag sprak Thunberg in Brussel de Europese Commissie met voorzitter Jean-Claude Juncker toe. Op 28 februari 2019, de achtste donderdag op rij, ging de klimaatmars door in Antwerpen. Bij de 3000 demonstranten was Greta Thunberg, die tijdens een week schoolvakantie in Zweden meedeed aan de klimaatmarsen in Antwerpen en Hamburg, Duitsland.
Op de negende donderdag op rij ging de klimaatmars door in de Waalse universiteitsstad Louvain-la-Neuve met De Wever, Gantois, Charlier en circa 4.000 demonstranten, ondanks het slechte weer en de vakantie. In Antwerpen zijn 200 jongeren aanwezig en in Mechelen gaat Youth for Climate "ploggen" langs het kanaal, waarbij ze tijdens de wandeling meteen zwerfvuil opgeruimen. De tiende klimaatstaking werd verlegd naar vrijdag wegens de wereldwijde Global Climate Strike for Future met acties op 33 locaties. De vierentachtigjarige antropologe Jane Goodall zag hen passeren – ze was in Brussel voor een promotie van haar Jane Goodall Institute – en sprak haar steun uit: "Mocht ik een tiener zijn, dan was ik een klimaatspijbelaar. Ik heb veel sympathie voor wat ze willen doen."
Op donderdag 21 maart ging de elfde klimaatstaking door met het zwaartepunt in Luik en andere acties in Waver, Saint-Georges-sur-Meuse, Brussel en Antwerpen met ca. 3000 deelnemers. De twaalfde klimaatmars werd verschoven naar dinsdag 26 maart met betrekking tot de stemming in de Kamercommissie.
Op de dertiende klimaatmars in Brussel op donderdag 4 april waren volgens de politie 500 betogers aanwezig, volgens de organisatoren 1200. Samen met Youth for Climate stapten een delegatie Franstalige landbouwers, grootouders voor het klimaat, leden van de scouts en Teachers en Workers for Climate mee. In Antwerpen waren een honderdtal betogers aanwezig. Bij de veertiende klimaatmars in Brussel op donderdag 11 april 2019 kregen de circa duizend deelnemers in Brussel het gezelschap van de onder meer Rik Van de Walle, rector van de UGent, Caroline Pauwels, rector van de VUB, Vincent Blondel, rector van de UCLouvain, Pierre Jadoul, rector van de Université Saint-Louis, en rector Naji Habra van de Université de Namur. Grootouders voor het klimaat brachten hun kleinkinderen of foto's van hun kleinkinderen mee. Op donderdag 18 april 2019 ging de vijftiende klimaatactie door in Oostende en Antwerpen.
Na de coronacrisis gingen in oktober 2021 in België de eerste klimaatacties weer door met de Back to the Climate-mars op 10 oktober in Brussel, waar volgens de politie 25.000 mensen deelnamen, en de eerste schoolstaking voor het klimaat op vrijdag 22 oktober in Gent onder de noemer "Global Climate Strike", met 1400 jongeren, georganiseerd door Fridays For Future.

### Chronologie van klimaatacties

#### December 2018
- Zondag 2 december: In Brussel komen 65.000 mensen op straat voor schone lucht, hernieuwbare energie en politieke daadkracht.
- Maandag 3 december: Start Klimaatconferentie van Katowice 2018.
- Dinsdag 4 december: Energieminister Marie-Christine Marghem reist met een privéjet naar de klimaattop en oogst op sociale media veel kritiek.
- Woensdag 5 december: België en Tsjechië stemmen tegen de richtlijn rond energiebesparing.

#### Januari 2019

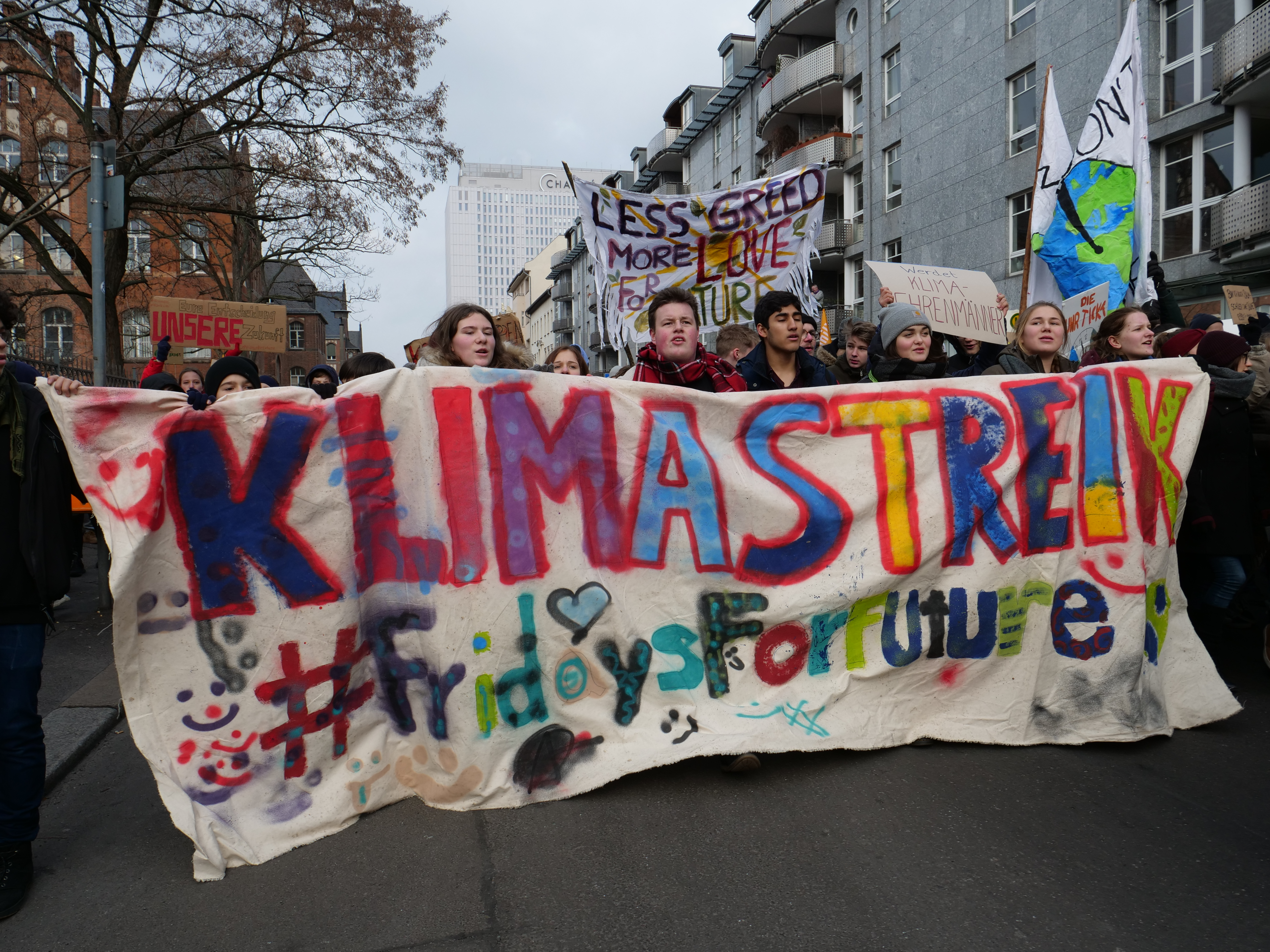
Scholierenprotesten in Berlijn (25 januari 2019)

- Donderdag 10 januari: Drieduizend klimaatspijbelaars in Brussel.
- Woensdag 16 januari: Vlaams Minister Joke Schauvliege (CD&V) ontvangt met de Vlaamse regering een delegatie jongeren.
- Donderdag 17 januari: 12.500 klimaatspijbelaars in Brussel.
- Woensdag 23 januari: In Essen overhandigen leerlingen van het Don Bosco-Mariaberginstituut twaalf klimaatvoorstellen aan de burgemeester.[31]
- Donderdag 24 januari: 35.000 klimaatspijbelaars in Brussel.
- Vrijdag 25 januari: Start van Grootouders voor het Klimaat.
- Zondag 27 januari: 70.000 deelnemers op klimaatmars in Brussel waaronder heel wat jongeren, die echter zelf niet de organisatoren zijn.[32]
- Dinsdag 29 januari: Koning Filip geeft zijn morele steun aan de actievoerders.
- Donderdag 31 januari: Ruim 3400 Belgische wetenschappers scharen zich in een open brief achter de klimaatbetogers.[33]
- Donderdag 31 januari: De klimaatacties verspreiden zich van Brussel naar Luik en Leuven. Op vraag van Belgian Youth For Climate gaat een denktank van experten van start, onder andere gesteund door klimaatexpert Jean-Pascal van Ypersele en Vlaams Bouwmeester Leo Van Broeck, om oplossingen te zoeken en het debat te objectiveren.[34] Youth4Climate ontwikkelt een burgerplatform om voorstellen te bundelen die het klimaat helpen.

#### Februari 2019
- Donderdag 7 februari: Klimaatbetogingen in onder meer Antwerpen, Brussel, Kortrijk, Hasselt, Beringen, Luik, Bergen, Herve en met het zwaartepunt in Leuven (op aanvraag van de Leuvense scholieren) waar meer dan 10.000 scholieren samen kwamen.[35]
- Donderdag 14 februari: 11.000 demonstranten op de klimaatmars in Brussel, behalve scholieren ook studenten en grootouders.[18]
- Woensdag 20 februari: 1500 scholieren op klimaatmars in Brugge, een initiatief van Youth for Climate Brugge.[36]
- Donderdag 21 februari: Greta Thunberg komt naar Brussel om mee te betogen samen met 7500 demonstranten. Ook betogingen in onder meer Gent, Genk en Turnhout.[19]
- Vrijdag 22 februari: Een Belgische delegatie met Anuna De Wever, Kyra Gantois, Adélaïde Charlier en Greta Thunberg trekt naar Parijs voor de tweede Grève scolaire pour le climat aldaar. Na de betoging worden Thunberg en de Belgische en Duitse initiatiefnemers ontvangen door de Franse president Emmanuel Macron.[37]
- Zondag 24 februari: Greenpeace organiseert een klimaatmars in Gent en brengt 10.000 mensen op de been.[38]
- Woensdag 27 februari: Pano maakt een reportage over Anuna De Wever en Kyra Gantois met de vraag: door wie worden deze jongeren aangestuurd?[39]
- Donderdag 28 februari: 3.000 demonstranten op de klimaatmars in Antwerpen.[21] Burgemeester Bart De Wever ontvangt de bosbrossers niet, tegenstelling tot Mohamed Ridouani (Leuven).[40] In Brussel komen 1.500 jongeren op straat, in Luik meer dan 500.[41][42] Eerste actie in Mechelen met 1000 aanwezigen.[43] In Leuven was er een zitstaking met zo'n 150 demonstranten.[44]

#### Maart 2019
- Donderdag 8 maart: Ondanks het slechte weer en de schoolvakantie zijn er circa 4.000 demonstranten in Louvain-la-Neuve, terwijl er enkele honderden demonstranten zijn in Antwerpen en Mechelen.[22]
- Vrijdag 15 maart: In het kader van de wereldwijde Global Climate Strike for Future-actie wordt de schoolstaking naar vrijdag verplaatst met 33 acties verspreid over België, met beperkte manifestaties in Leuven, Kortrijk, Lommel, Hasselt en Sint-Niklaas. In de voormiddag kwamen in Gent 3.300 scholieren op straat, In Antwerpen 3000, in Dendermonde 3500 en in Marche-en-Famenne 3000. In de namiddag was er in Brussel een nationale klimaatbetoging met 30.000 deelnemers.[45]
- Donderdag 21 maart: 3300 klimaatspijbelaars in Luik (ca. 1000), Waver (ca. 1000), Saint-Georges-sur-Meuse (ca. 700), Brussel (ca. 500) en Antwerpen (ca. 200).
- Zondag 24 maart: bezetting van de Wetstraat voor het Paleis der Natie samen met milieu-organisaties als druk op MR, N-VA, Open Vld en CD&V om op dinsdagochtend net zoals de Franstalige oppositiepartijen, Groen en sp.a de grondwet aan te passen met oog op een gecoördineerd milieubeleid. Politie verwijdert activisten uit neutrale zone. De geplande overnachting in het Park van Brussel wordt verplaatst naar het Troonplein.
- Maandag 25 maart: bezetting van het Troonplein. MR verklaart openstellen van grondwetsartikel toch te steunen. Tweede overnachting in tentjes.[46]
- Dinsdag 26 maart: betoging van Noordstation naar Troonplein. Anuna De Wever woont stemming in Kamercommissie bij. In Terzake gaat ze in debat met voorzitter Open Vld, die net zoals N-VA en CD&V tegen stemden, waardoor de benodigde meerderheid in de plenaire Kamerzitting onhaalbaar is.
- Zondag 31 maart 2019: De derde grote klimaatmars gaat door in Luik (7000 deelnemers), georganiseerd door Liège pour le climat en in Brussel (8000 deelnemers), georganiseerd door Rise for Climate. Bij de betogers in Brussel hadden zich een delegatie van de gele hesjes gevoegd die zich in de Wetstraat afscheidde om vernielingen aan te richten.[47]

#### April 2019
- Donderdag 4 april: Dertiende klimaatmars met 500 (cijfers politie) of 1200 (organisatie) deelnemers in Brussel.[25] Samen met Youth for Climate stapten ook een delegatie Franstalige landbouwers, grootouders voor het klimaat, leden van de scouts en Teachers en Workers for Climate mee.[26]
- Donderdag 11 april: Veertiende klimaatmars met circa 1100 deelnemers. Rectoren van de Belgische universiteiten liepen mee aan de kop van de betoging.[28]
- Donderdag 18 april: Vijftiende klimaatactie met deze maal een picknick op het strand van Oostende met een tweehonderdtal deelnemers en 150 betogers in het centrum van Antwerpen.[29]
- Donderdag 25 april: Zestiende klimaatacties in Antwerpen en Namen met in laatstgenoemde een tegenvallende opkomst van 400 deelnemers.[48]

#### Mei 2019
- Donderdag 2 mei: Zeventiende klimaatmars in Brussel met ruim 500 deelnemers.[49]
- Donderdag 9 mei: Achttiende klimaatmars in Brussel met circa 1200 deelnemers in Antwerpen en Bergen. De betoging in Antwerpen werd omgedoopt tot “klimaatmars zonder woorden”: er werden geen slogans gescandeerd of getoond en verschillende deelnemers hielden een lege witte plakkaat omhoog.[50]
- Vrijdag 17 mei: Negentiende klimaatmars in Brussel met circa 650 jongeren, samen met het Braziliaanse stamhoofd Raoni Metuktire.[51]
- Vrijdag 24 mei: Twintigste klimaatmars. In het kader van de tweede wereldwijde Global Climate Strike for Future-actie wordt de schoolstaking naar vrijdag verplaatst. Er waren 7500 betogers aanwezig in Brussel.[52]

#### September 2019
- Vrijdag 20 september: klimaatmars met 15 000 deelnemers in Brussel.[53] Wereldwijd kwamen er die dag miljoenen jongeren op straat voor het klimaat.[54]

#### Oktober 2021

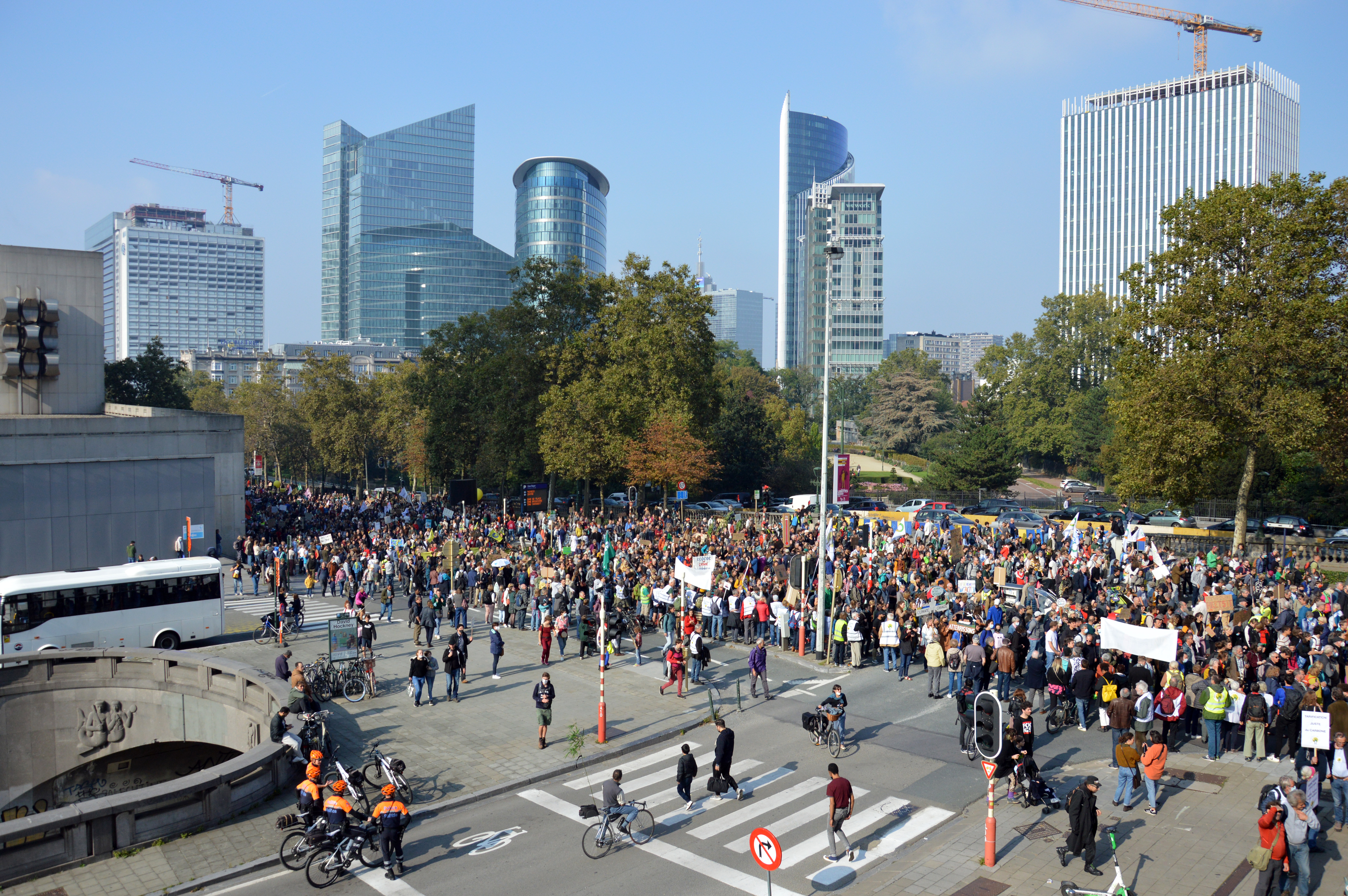
Back to the Climate, 10 oktober 2021 in Brussel

- Op zondag 10 oktober vond een klimaatmars plaats in Brussel, genaamd Back to the Climate, met volgens de politie 25.000 deelnemers en volgens de organisatoren 50.000 à 70.000.[55]
- Op vrijdag 22 oktober gingen leerlingen voor de eerste maal na de coronacrisis weer de straat op in Gent, met circa 1400 deelnemers.[30]

#### Oktober 2022
Op 23 oktober ging in aanloop van COP27 een klimaatmars door in Brussel met naar schatting 25.000 deelnemers waaronder heel veel jongeren, georganiseerd door de "Klimaatcoalitie", een overkoepelende organisatie van milieuorganisaties, vakbonden, jeugdverenigingen en burgerbewegingen.

## Nederland

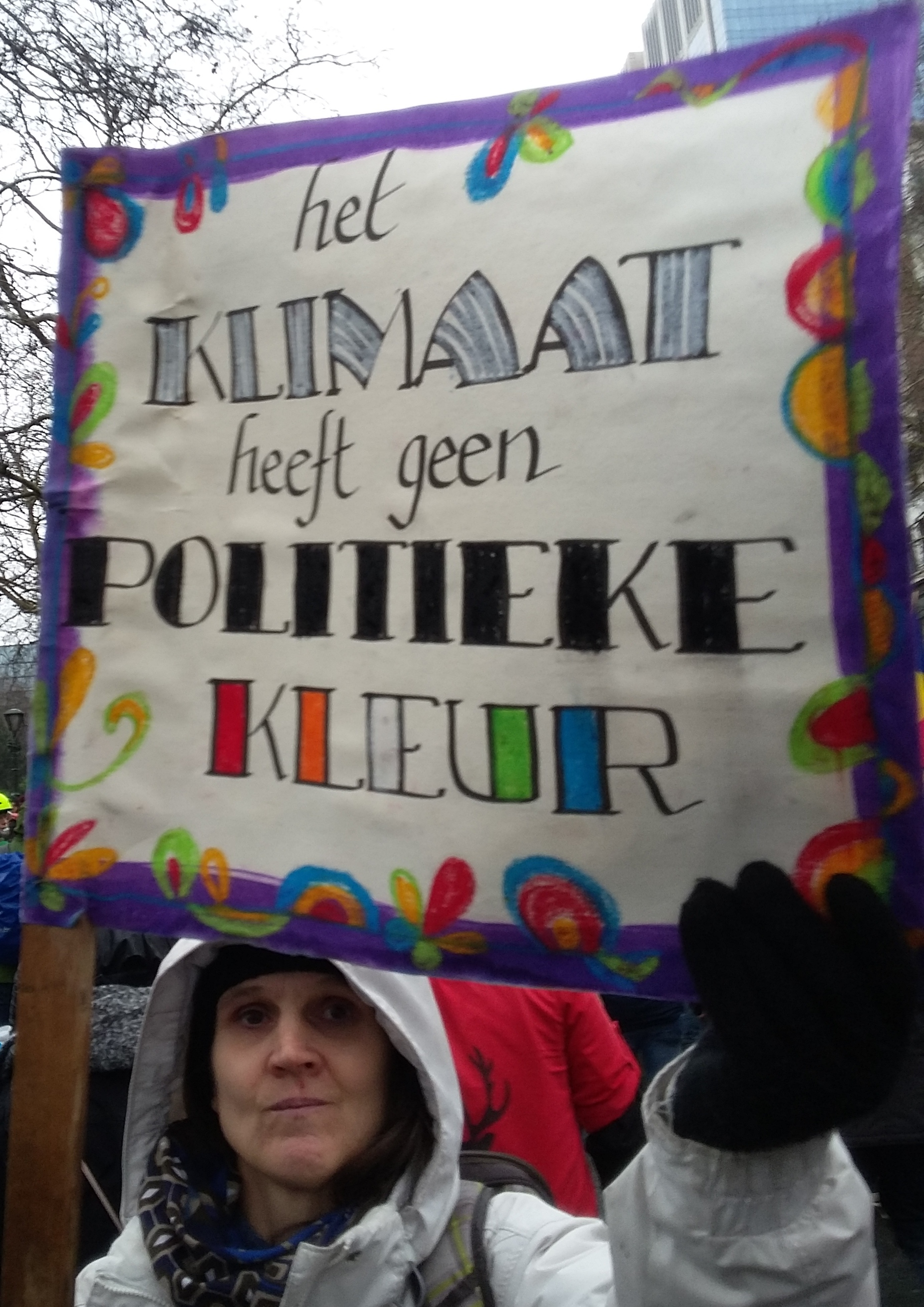
"Het klimaat heeft geen politieke kleur" (27 januari 2019)

In Nederland bleven de acties aanvankelijk beperkt, met enkele individuele sit-ins die begonnen in september 2018 in onder andere Den Haag, Deventer, Zeist en Amsterdam.
Op donderdag 7 februari 2019 had in Nederland een eerste grote klimaatmars door scholieren en studenten plaats in Den Haag waar ze verzamelden op het Malieveld. De bezielers van deze eerste grote Nederlandse klimaatmars waren de zestienjarige Dila Doğan en de zeventienjarige Stijn Warmenhoven (Youth For Climate), leerlingen aan de Haagse Daltonschool. De klimaatspijbelaars kregen in een open brief de steun van honderden Nederlandse hoogleraren en wetenschappers van universiteiten, hogescholen en onderzoeksinstellingen. De verwachte opkomst van 4000 betogers werd ruimschoots overschreden en volgens de politie waren er meer dan 10.000 betogers, terwijl de organisatoren spraken van 15.000 demonstranten. Scholieren en studenten, oefenden tijdens de klimaatmars invloed uit op de verkeerssituatie door het autoverkeer tegen te houden. Daarmee werd de confrontatie aangegaan om aandacht te vragen voor het klimaat. In Groningen betoogden op dezelfde dag enkele honderden scholieren.
Op donderdag 14 februari 2019 kwamen enkele honderden scholieren op straat in Amsterdam en een honderdtal in Nijmegen.
Op 14 maart 2019 gingen leerlingen weer de straat op, dit keer met een mindere opkomst van 5000 à 6000 scholieren. Deze staking was in het teken van de internationale klimaatstaking op 15 maart 2019, echter wou de organisatie de docentenstaking van de dag erna niet overschaduwen, waarna de beslissing werd gemaakt een dag eerder te demonstreren. Op vrijdag 15 maart demonstreerden er 2000 scholieren in Maastricht.
Op 24 mei 2019, op de dag van de tweede internationale klimaatstaking, gingen scholieren en jongeren de straat op in Utrecht, waar naar schatting 1500 demonstranten bijeen kwamen. Zij werden in een brief gesteund door Teachers for Climate, een groep van ruim 200 leraren.
Op 20 september 2019 gingen er naar schatting 2500 mensen de straat op in Maastricht. Dit was in het kader van een globale klimaatstaking die op die dag plaatsvond, en stond aan de vooravond van de grotere klimaatstaking die op 27 september in Den Haag plaatsvond, waar 35.000 mensen op afkwamen.
Vrijdag 11 oktober dat jaar gingen er ongeveer honderd scholieren en studenten de straat op in Leeuwarden.
De "Mars voor klimaat en rechtvaardigheid" in Amsterdam (12 november 2023) was de grootste tot dan toe (85.000 deelnemers volgens de organisatie), maar de uitgenodigde Greta Thunberg veroorzaakte een incident door ook aandacht te vragen voor de Palestijnen.

## Global Climate Strike for Future
Op vrijdag 15 maart 2019 werd een wereldwijde schoolstaking voor het klimaat gehouden, waarbij acties werden gevoerd op 2052 locaties in 123 landen. In een artikel Think we should be at school? Today’s climate strike is the biggest lesson of all in The Guardian van 15 maart gaven klimaatactivisten Greta Thunberg, Anna Taylor (Verenigd Koninkrijk), Luisa Neubauer (Duitsland), Kyra Gantois, Anuna De Wever, Adélaïde Charlier en Holly Gillibrand (Schotland) hun redenen om de schoolstakingen verder te zetten.
De 13-jarige Alexandria Villaseñor richtte samen met de 16-jarige Isra Hirsi en de 12-jarige Haven Coleman US Youth Climate Strike op, die de grote Strike for Climate-actie op 15 maart 2019 in de Verenigde Staten organiseerde op meer dan 200 locaties in het land.
Massale protesten vonden plaats in Australië, met over 50 locaties verspreid 150.000 deelnemers. Reacties van politici bleven niet uit. De Australische premier Scott Morrison riep op voor "meer studie en minder activisme".
Ook Japan, India, Indonesië, Zuid-Korea, Hongkong en Nieuw-Zeeland spijbelde en betoogde. De meeste acties in Europa waren in Italië (235), Frankrijk (216), Duitsland (199), Zweden (176) en het Verenigd Koninkrijk (151).
In Nederland werden tien acties geregistreerd en in België waren 33 acties gepland met beperkte manifestaties in onder andere Leuven, Kortrijk, Lommel, Hasselt en Sint-Niklaas. In de voormiddag kwamen in Gent 3300 scholieren op straat, In Antwerpen 3000, in Dendermonde 3500, in Marche-en-Famenne ook 3000 en 1500 in Hasselt. In de namiddag was er in Brussel een nationale klimaatbetoging waar 30.000 deelnemers aanwezig waren. In Duitsland kwamen op meer dan 200 locaties naar schatting 300.000 demonstranten op straat met in Berlijn alleen al 25.000. In Wenen waren circa 10.000 manifestanten en in Helsinki protesteerden 3000 studenten voor het parlement. In Frankrijk waren er 168.000 deelnemers, waarvan circa 29.000 in Parijs. In Italië kwamen meer dan 200.000 jongeren op straat, waarvan 100.000 in Milaan, 50.000 in Napels, 30.000 in Rome, 20.000 in Turijn en 10.000 in Firenze. In de hoofdstad van het Groothertogdom Luxemburg kwamen 15.000 jongeren samen en in Stockholm kreeg Thunberg het gezelschap van 10.000 scholieren. Zelfs op Antarctica werd er voor het klimaat betoogd door vijf wetenschappers van het Neumayer-Station III van het Alfred Wegener Instituut. In totaal kwamen bijna anderhalf miljoen scholieren en studenten op straat.
Op vijdag 24 mei 2019 had de tweede Global Climate Strike for Future-actie plaats. Circa anderhalf miljoen scholieren kwamen op straat in meer dan 1600 steden in 125 landen.

### Global Week for Future20 - 27 september 2019

Op vrijdag 20 september 2019 kwamen circa vier miljoen mensen waaronder veel scholieren en studenten op straat voor de derde Global Climate Strike na een oproep van Greta Thunberg naar aanleiding van de geplande de VN-klimaattop in New York. Er werden circa 2500 acties gevoerd in 163 landen in alle zeven de continenten. Thunberg was bij de circa 250.000 aanwezigen bij de mars in New York. Er waren 40.000 deelnemers in Frankrijk, 2600 in Oekraïne, 5000 in Zuid-Afrika, 10.000 in Turkije, 5000 in Japan, 100.000 in Londen, 330.000 in Australië, waarvan 100.000 in Melbourne en 1,4 miljoen deelnemers in Duitsland waaronder 100.000 in Berlijn.
Op 27 september 2019, de tweede vrijdag van de Global Week for Future, kwamen er nogmaals twee miljoen actievoerders op straat in 860 steden wereldwijd. De grootste opkomst was er in Italië, met een miljoen deelnemers in 180 steden. In Nieuw-Zeeland kwamen 170.000 demonstranten op straat en in Den Haag waren er tussen de 35.000 deelnemers. In Montreal (Canada) sprak Greta Thunberg de 500.000 deelnemers van de klimaatbetoging toe.

### Globale klimaatstaking 23 september 2022
Op vrijdag 23 september 2022 werd door Fridays for Future een globale klimaatstaking georganiseerd in aanloop van COP27. Er werd actie gevoerd in circa 450 plaatsen in Azië, Afrika en Europa waarbij opgeroepen werd tot herstelbetalingen voor degenen die het ergst zijn getroffen door de klimaatcrisis. Van Nieuw-Zeeland en Japan tot Duitsland en de Democratische Republiek Congo verlieten activisten, waaronder veel jongeren, scholen, universiteiten en hun werk om te eisen dat rijke landen zouden betalen voor de schade die de opwarming van de aarde toebrengt aan de armen. In Nederland werd gedemonstreerd in Arnhem.

## Overzicht per land
| Land                | Steden                                                                         | Datum                  | Deelnemers       | Opmerkingen |
| ------------------- | ------------------------------------------------------------------------------ | ---------------------- | ---------------- | --- |
| Zweden              | Stockholm                                                                      | vanaf 20 augustus 2018 | Onbekend         | Sit-ins gestart door Greta Thunberg, dagelijks van 20 augustus tot 9 september 2018 en daarna elke vrijdag |
| Nederland           | +10 locaties                                                                   | vanaf 7 september 2018 | 35,000           | Wisselende acties in verschillende steden in Nederland, met als protest met de meeste bezoekers de staking van 27 september. |
| Australië           | Canberra                                                                       | 28 november 2018       | Enkele honderden | De Australische senaat keurde een motie goed om de studenten te steunen |
| Australië           | 30 locaties                                                                    | 30 november 2018       | 15.000           | Naam: Strike for Climate Action |
| Denemarken          | Verschillende locaties                                                         | vanaf 30 november 2018 | Onbekend         | De acties skolestrejke for klimæt worden door "Den Grønne Studenterbevægelse" op vrijdagen en zaterdagen georganiseerd op verschillende locaties. |
| Canada              | Vancouver                                                                      | 7 december 2018        | Onbekend         | |
| Duitsland           | Berlijn, Göttingen, Hamburg, Kiel, Keulen                                      | 14 december 2018       | Onbekend         | Naam: Fridays for Future: Klimastreik |
| Zwitserland         | Zurich                                                                         | 14 december 2018       | 500              | |
| Verenigde Staten    | New York                                                                       | vanaf 18 december 2018 | 1                | De 13-jarige Alexandria Villaseñor vat elke vrijdag post voor het Hoofdkwartier van de Verenigde Naties. Zij richtte samen met de 16-jarige Isra Hirsi en de 12-jarige Haven Coleman US Youth Climate Strike op, die de grote Strike for Climate-actie op 15 maart 2019 in de Verenigde Staten organiseerde. |
| Zwitserland         | Basel, Bern, St. Gallen, Zürich                                                | 21 december 2018       | 4000             | Naam: Klimastreik (Duits) of grève du climat (Frans) |
| Verenigd Koninkrijk | Corsham                                                                        | 21 december 2018       | 4                | |
| België              | Brussel en Kortrijk                                                            | 10 januari 2019        | 3550             | In België worden de betogingen georganiseerd op donderdag in plaats van vrijdag. De actie in Brussel trok ca. 3000 manifestanten, die in Kortrijk 550. De jongeren werden in Kortrijk ontvangen door o.a. burgemeester Vincent Van Quickenborne (Open Vld). |
| Finland             | Helsinki                                                                       | 11 januari 2019        | Honderden        | Naam: Ilmastolakko / Klimatstrejk |
| Canada              | Waterloo (Ontario)                                                             | 11 januari 2019        | 30               | Eerste "Fridays for Future" voor Waterloo |
| Verenigd Koninkrijk | Fort William (Highland)                                                        | vanaf 11 januari 2019  | 2 - 22           | De 13-jarige Holly Gillibrand is ook een Extinction Rebellion-activist. Gillibrand staakt elke vrijdag een uur en het groepje van twee was na vier weken aangegroeid tot 22. |
| Ierland             | Cork                                                                           | vanaf 11 januari 2019  | 1                | De vijftienjarige Saoi O'Connor begon op vrijdag 11 januari 2019 op haar eentje een schoolstaking voor het klimaat voor het stadhuis van Cork met een poster waarop de tekst "The Emperor Has No Clothes" te lezen stond. |
| België              | Brussel en Antwerpen                                                           | 17 januari 2019        | ca. 12.750       | Er namen circa 12.500 manifestanten deel in Brussel, waaronder ook Meyrem Almaci (Groen) en Raoul Hedebouw (PVDA). Ook Dries Van Langenhove (Schild & Vrienden) was kort aanwezig, maar werd verzocht door de andere deelnemers om de manifestatie te verlaten. Tevens was er een delegatie 'Grootouders voor het klimaat'. Na afloop was er een ontmoeting met Vlaams minister van Energie Lydia Peeters (Open Vld). Op dezelfde dag kwamen er ook 250 jongeren bijeen op de Groenplaats in Antwerpen. De jongeren kregen er bezoek van sp.a-schepenen Jinnih Beels en Tom Meeuws. |
| Zwitserland         | 15 locaties                                                                    | 18 januari 2019        | 22.000           | Nobelprijswinnaar Jacques Dubochet vervoegde de demonstratie in Lausanne |
| Duitsland           | 50 locaties                                                                    | 18 januari 2019        | 25.000           | |
| België              | Brussel                                                                        | 24 januari 2019        | 35.000           | Plus enkele duizenden scholieren in Antwerpen, Gent, Oostende, Sint-Niklaas, Tienen, Namen en Luik |
| Zwitserland         | Davos                                                                          | 25 januari 2019        | 30               | Samen met Greta Thunberg, die was uitgenodigd voor het World Economic Forum |
| Duitsland           | Berlijn                                                                        | 25 januari 2019        | 5000             | |
| België              | Brussel, Luik, Leuven, Antwerpen, Charleroi e.a.                               | 31 januari 2019        | 32.850           | De vierde protestmars door Brussel, ging door onder de naam Klimaatmars voor een betere toekomst en trok van Brussel-Noord naar Brussel-Zuid. Deze maal waren er ook scholieren uit de basisscholen aanwezig Na afloop van de mars in Brussel werd door Anuna De Wever op een persconferentie bekendgemaakt dat er een denktank werd opgericht met onder andere voormalig IPCC-vicevoorzitter Jean-Pascal van Ypersele. In Brussel waren er ca. 12.500 deelnemers, in Luik 15.000. In Leuven op het Monseigneur Ladeuzeplein vond een actie plaats van circa 3000 leerlingen uit 27 basisscholen uit Leuven en omstreken. Onder meer de beiaard speelde en de kinderen kregen bezoek van burgemeester Mohamed Ridouani (sp.a). In Charleroi betoogden circa 2000 jongeren. Ze werden ontvangen door Paul Magnette (PS). Kritiek op deze actie kwam er onder meer van Theo Francken (N-VA). Voorts was er een actie in Antwerpen, hier waren een 350-tal actievoerders aanwezig. Ten slotte werden de Belgisch beleidsmakers in een open brief - die ondertekend werd door meer dan 3.400 wetenschappers en academici (Scientists4Climate) - opgeroepen tot meer klimaatambitie. |
| Duitsland           | meer dan 25 locaties                                                           | 1 februari 2019        | +25.000          | |
| Zwitserland         | 13 locaties                                                                    | 2 februari 2019        | 40.000           | Klimastreik organiseerde de acties op zaterdag om de kritieken te weerleggen dat scholieren enkel betogen om een extra dag vrij te krijgen. |
| België              | Leuven, Brussel, Antwerpen, Kortrijk, Hasselt, Beringen, Herve, Bergen en Luik | 7 februari 2019        | 20.000           | Deze maal lag het zwaartepunt van de betoging in Leuven, met 10.000 betogers |
| Nederland           | Den Haag                                                                       | 7 februari 2019        | +10.000          | Alsook enkele honderden demonstranten in Groningen. |
| Oostenrijk          | Salzburg                                                                       | 8 februari 2019        | 100              | |
| Duitsland           | 50 locaties                                                                    | 8 februari 2019        | Onbekend         | De organisatoren schatten in totaal over het land verspreid de deelname van 20.000 demonstranten. |
| Frankrijk           | Nantes                                                                         | 8 februari 2019        | 150              | De eerste grève scolaire pour le climat in Frankrijk. |
| Ierland             | Dublin                                                                         | 13 februari 2019       | 400              | Een initiatief van scholieren van de basisscholen, op woensdagnamiddag georganiseerd door de leerlingen en leraars van het zesde leerjaar van de "Donabate Portrane Educate Together". |
| België              | Brussel                                                                        | 14 februari 2019       | 11.000           | Behalve scholieren waren er ook veel studenten en grootouders aanwezig. |
| Nederland           | Amsterdam, Nijmegen                                                            | 14 februari 2019       | Honderden        | Enkele honderden scholieren in Amsterdam en een honderdtal in Nijmegen |
| Italië              | Bozen                                                                          | 15 februari 2019       | 1300             | Een organisatie van Fridays for Future Italy. |
| Verenigd Koninkrijk | 60 locaties                                                                    | 15 februari 2019       | 15.000           | Demonstraties werden gehouden in Engeland, Schotland, Wales en Noord-Ierland en de scholieren kregen steun in een open brief, getekend door 224 academici. |
| Frankrijk           | Parijs                                                                         | 15 februari 2019       | 1000             | Voor de eerste maal protesteerden scholieren in Parijs, voor het ministère de la Transition écologique (ministerie van ecologische transitie). |
| Duitsland           | meer dan 35 locaties                                                           | 15 februari 2019       | circa 26.000     | |
| Canada              | Montreal                                                                       | 15 februari 2019       | 200              | De eerste grote klimaatspijbelactie in Montreal. |
| België              | Brugge                                                                         | 20 februari 2019       | 1500             | Op woensdagnamiddag stappen 1500 demonstranten door Brugge. |
| België              | Brussel, Gent, Genk, Turnhout & Nijvel                                         | 21 februari 2019       | circa 16.000     | 7500 demonstranten in Brussel, 3000 in Gent, 4000 à 5000 in Genk, 800 in Turnhout en 150 à 200 in Nijvel. Greta Thunberg was van de partij in Brussel. |
| Frankrijk           | Parijs                                                                         | 22 februari 2019       | Enkele duizenden | Greta Thunberg en de Belgische delegatie liepen samen met de Zwitserse, Duitse en Luxemburgse delegatie mee vooraan. |
| IJsland             | Reykjavik                                                                      | Vanaf 22 februari 2019 | Enkele honderden | Vanaf 22 februari wordt er elke vrijdag gestaakt voor het klimaat in Rejkjavik, een organisatie van de National Union for Icelandic Students (LÍS) en de Icelandic Upper Secondary Student Union (SÍF). |
| België              | Antwerpen, Mechelen, Brussel, Leuven, Hasselt, Hoei, Luik, Dinant & Nijvel     | 28 februari 2019       | ca. 13.000       | 5000 in Hoei, 3000 in Antwerpen, 1500 in Brussel, 1200 in Mechelen, 1000 in Dinant, 1000 in Luik, 150 in Leuven (zitstaking), 100 in Nijvel en 30 in Hasselt. Greta Thunberg was van de partij in Antwerpen, in Zweden was het schoolvakantie. |
| Duitsland           | Hamburg                                                                        | 1 maart 2019           | 4000             | Met de aanwezigheid van Greta Thunberg. |
| Noorwegen           | Verschillende locaties                                                         | 1 maart 2019           | Onbekend         | Enkele duizenden scholieren protesteren op verschillende locaties van Kristiansand in het zuiden tot Tromsø in het noorden van het land. |
| België              | Kortrijk                                                                       | 6 maart 2019           | ca. 100          | Initiatief van Amber Roelstraete (die ook de eerdere marsen in Kortrijk - i.s.m. Ode Carron - organiseerde.). De actie had te kampen met barre weersomstandigheden. |
| België              | Louvain-la-Neuve, Antwerpen, Mechelen                                          | 7 maart 2019           | ca. 4150-4450    | Er waren 3900 tot 4200 betogers in Louvain-la-Neuve actief (de cijfers verschillen lichtjes per bron) en 250 actievoerders in Antwerpen. |
| Nederland           | Amsterdam                                                                      | 14 maart 2019          | ca. 5000-6000    | In het teken van de internationale klimaatstaking Global Strike for Future op 15 maart 2019, maar een dag vervroegd wegens de organisatie van de docentenstaking op vrijdag. |
| Wereldwijd          | Meer dan 2000 locaties in 123 landen                                           | 15 maart 2019          | ca. 1.400.000    | Global Strike for Future |
| België              | Luik, Waver, Saint-Georges-sur-Meuse, Brussel & Antwerpen                      | 21 maart 2019          | ca. 3.300        | Het zwaartepunt van de actie lag in Luik waar onder meer Anuna De Wever en Adelaïde Charlier de mars aanvoerden. Er waren circa 1000 manifestanten aanwezig. Daarnaast waren er acties in Waver (ca. 1000), Saint-Georges-sur-Meuse (ca. 700), Brussel (ca. 500) en Antwerpen (ca. 200). Zowel in Waver als in Saint-Georges-sur-Meuse werden de jongeren ontvangen door de respectievelijke burgemeesters Françoise Piegeolet en Francis Dejon. |
| Noorwegen           | Meer dan 70 locaties                                                           | 22 maart 2019          | +40.000          | Deze schoolstaking was meteen de grootste klimaatstaking in het land |
| België              | Brussel                                                                        | 24 maart 2019          | ca. 300 à 400    | In de Wetstraat, in de neutrale zone voor het federaal parlement, werd een protestactie gehouden door o.a. Youth4Climate, Greenpeace en de Klimaatcoalitie. Er waren 300 à 400 deelnemers onder wie Anuna De Wever, Kyra Gantois, Adelaïde Charlier, David Van Reybrouck, Francesca Vanthielen en Koen De Graeve. De inzet van het protest is de toevoeging van een paragraaf aan Grondwetsartikel 7bis die een klimaatwet mogelijk maakt. |
| Duitsland           | Berlijn en andere locaties                                                     | 29 maart 2019          | ca. 40.000       | Circa 20.000 scholieren en studenten in Berlijn waar Greta Thunberg onder de Brandenburger Tor de deelnemers toesprak. |
| België              | Brussel                                                                        | 4 april 2019           | 500/1200         | Samen met Youth for Climate stapten ook een delegatie Franstalige landbouwers, grootouders voor het klimaat, leden van de scouts en Teachers en Workers for Climate mee. |
| Zwitserland         | Twintig locaties                                                               | 6 april 2019           | +36.000          | 15.000 deelnemers in Zürich, 8000 in Lausanne, 3000 in Genève, 8000 in Bern. |
| België              | Brussel                                                                        | 11 april 2019          | 1100             | Rectoren van de Belgische universiteiten liepen mee aan de kop van de betoging. TRNC |
| Cyprus              | Famagusta                                                                      | 12 april 2019          | +600             | Voor de tweede maal werd een schoolstaking voor het klimaat georganiseerd, deze maal groter dan de eerste in maart. |
| België              | Oostende, Antwerpen                                                            | 18 april 2019          | 350              | 200 deelnemers in Oostende voor een strandpicknick en 150 betogers bij de mars in Antwerpen. |
| Italië              | Rome                                                                           | 19 april 2019          | 25.000           | Op donderdag 18 april waren organisatoren van de klimaatstakingen uit verschillende landen (o.a. Anuna De Wever) samen met Greta Thunberg uitgenodigd op het Italiaans parlement en op vrijdag liepen ze in Rome mee met de schoolstaking voor het klimaat. |
| België              | Namen, Antwerpen                                                               | 25 april 2019          | 500              | Volgens de organisatoren viel de opkomst in Namen, waar 5000 aanwezigen werden verwacht, tegen. Er kwamen 400 opdagen. Een demonstratie in Doornik werd afgelast. In Antwerpen kwamen 100 demonstranten bijeen. |
| 75 landen           | 500 steden                                                                     | 26 april 2019          | Onbekend         | Op Fridays for Future werden 500 acties in 75 landen geregistreerd. |
| België              | Brussel                                                                        | 2 mei 2019             | 530              | Ruim 500 mensen gingen in Brussel de straat op en liepen van Brussel-Noord naar Brussel-Centraal. Er liepen naast de studenten en scholieren ook diverse vertegenwoordigers van goede doelen mee. Tijdens de mars werd er door de demonstranten afval geruimd. |
| 76 landen           | 661 steden                                                                     | 3 mei 2019             | Onbekend         | Op Fridays for Future werden 661 acties in 76 landen geregistreerd. |
| België              | Antwerpen, Bergen                                                              | 9 mei 2019             | ca. 1200         | Jongeren van Youth for Climate en Students for Climate zijn door de binnenstad van Antwerpen getrokken om een beter klimaatbeleid te vragen. Ze kregen steun van Grootouders voor het Klimaat en van een tiental BV’s. De betoging ging van start met een minuut stilte voor de vermoorde studente Julie Van Espen. De betoging werd omgedoopt tot “klimaatmars zonder woorden”: er werden geen slogans gescandeerd of getoond en verschillende deelnemers hielden een lege witte plakkaat omhoog. In Bergen trokken de manifestanten door de binnenstad. De betoging werd georganiseerd door Youth for Climate en het platform "Mons bouge pour le climat". |
| België              | Brussel                                                                        | 17 mei 2019            | 650              | 650 jongeren staakten op vrijdag samen met het Braziliaanse stamhoofd Raoni Metuktire. |
| Wereldwijd          | Meer dan 1600 locaties in 125 landen                                           | 24 mei 2019            | ca. 1.500.000    | Tweede internationale Global Climate Strike for Future-actie. |
| Wereldwijd          | Circa 2500 locaties in 163 landen                                              | 20 september 2019      | ca. 4.000.000    | In het kader van de Global Week for Future. |
| Wereldwijd          | 860 steden wereldwijd                                                          | 27 september 2019      | ca. 2.000.000    | Laatste dag van de Global Week for Future. |

## Fotogalerij

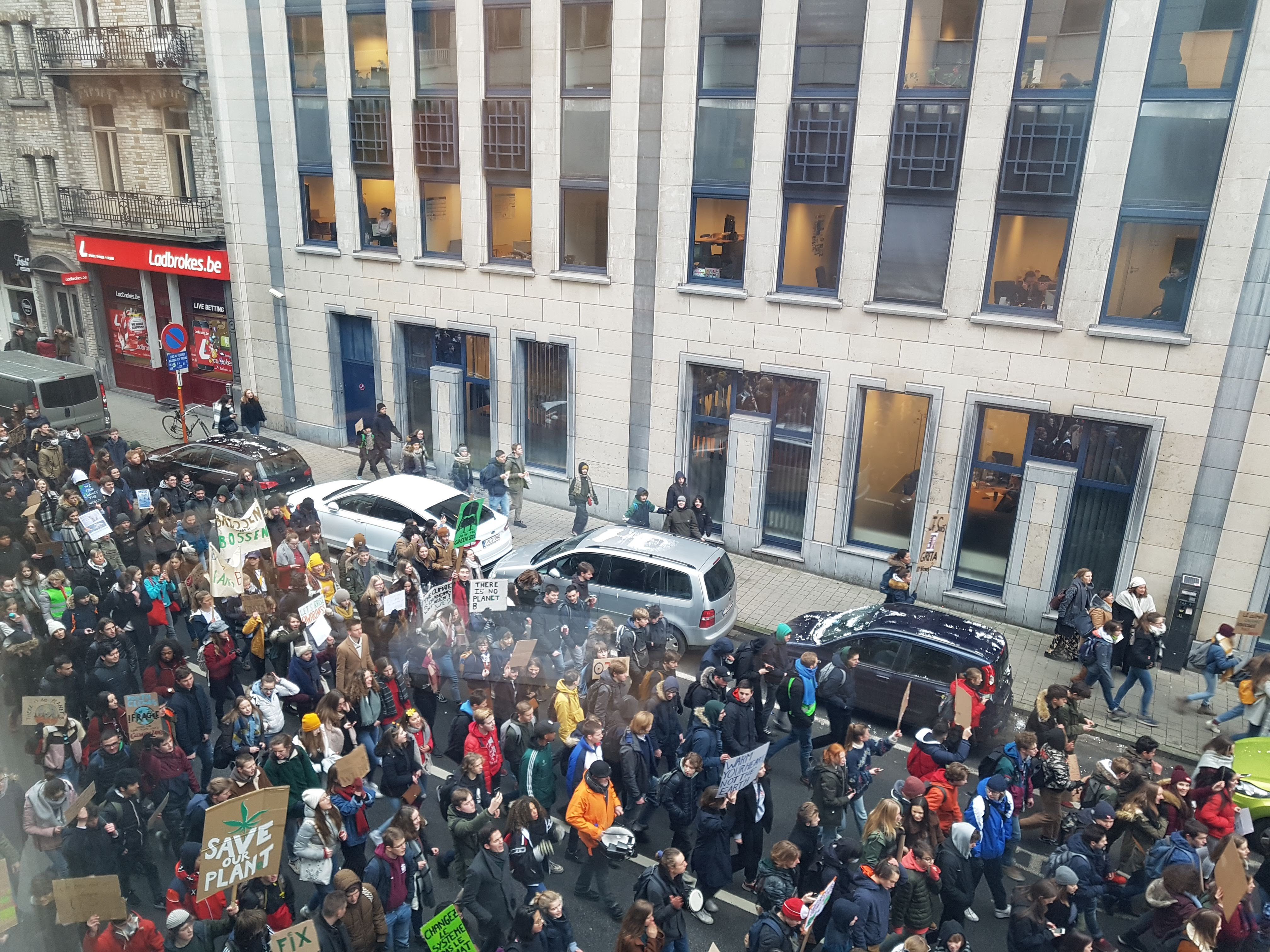
Donderdag 24 januari 2019, Brussel
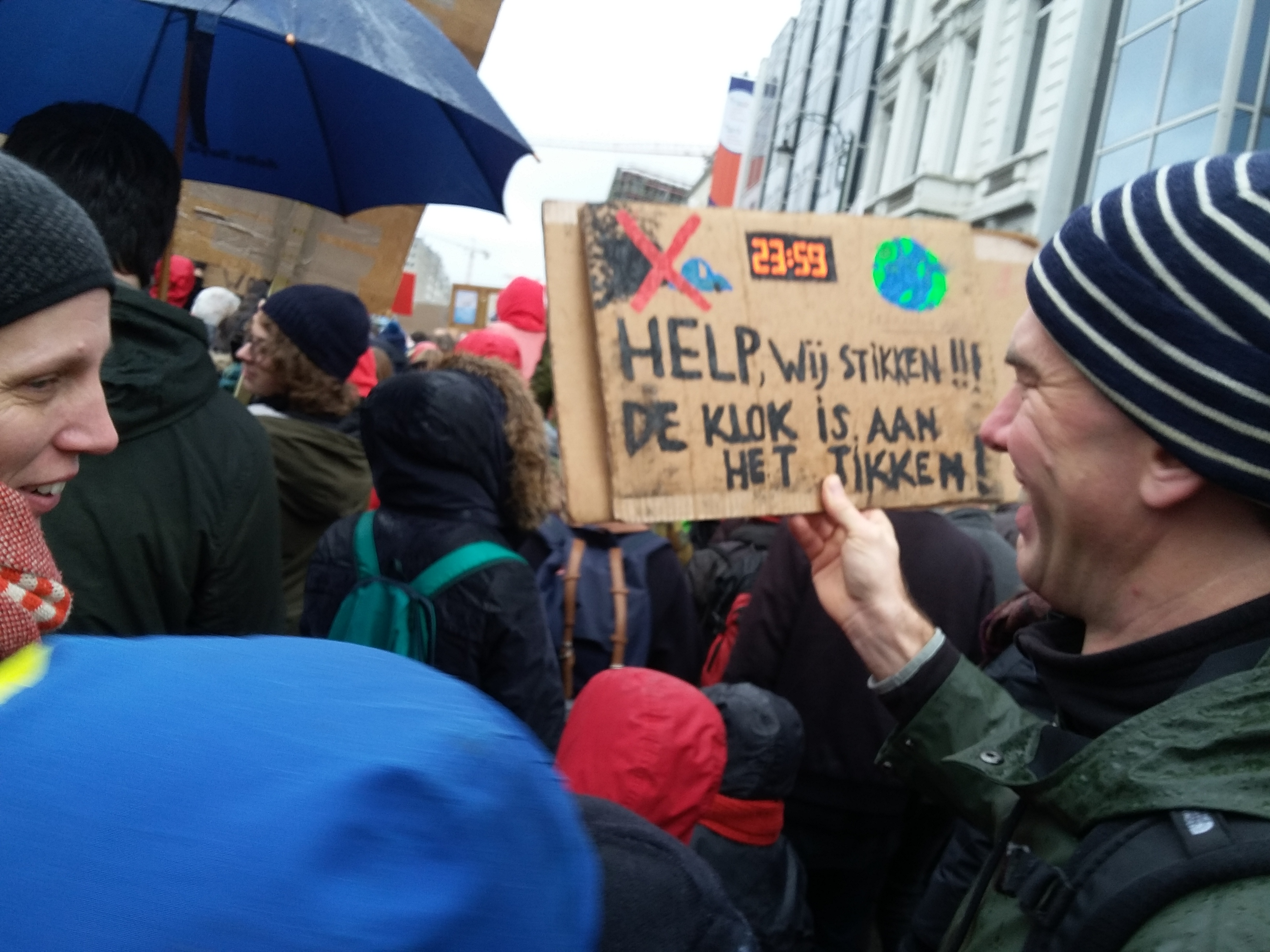
Zondag 27 januari 2019, Brussel
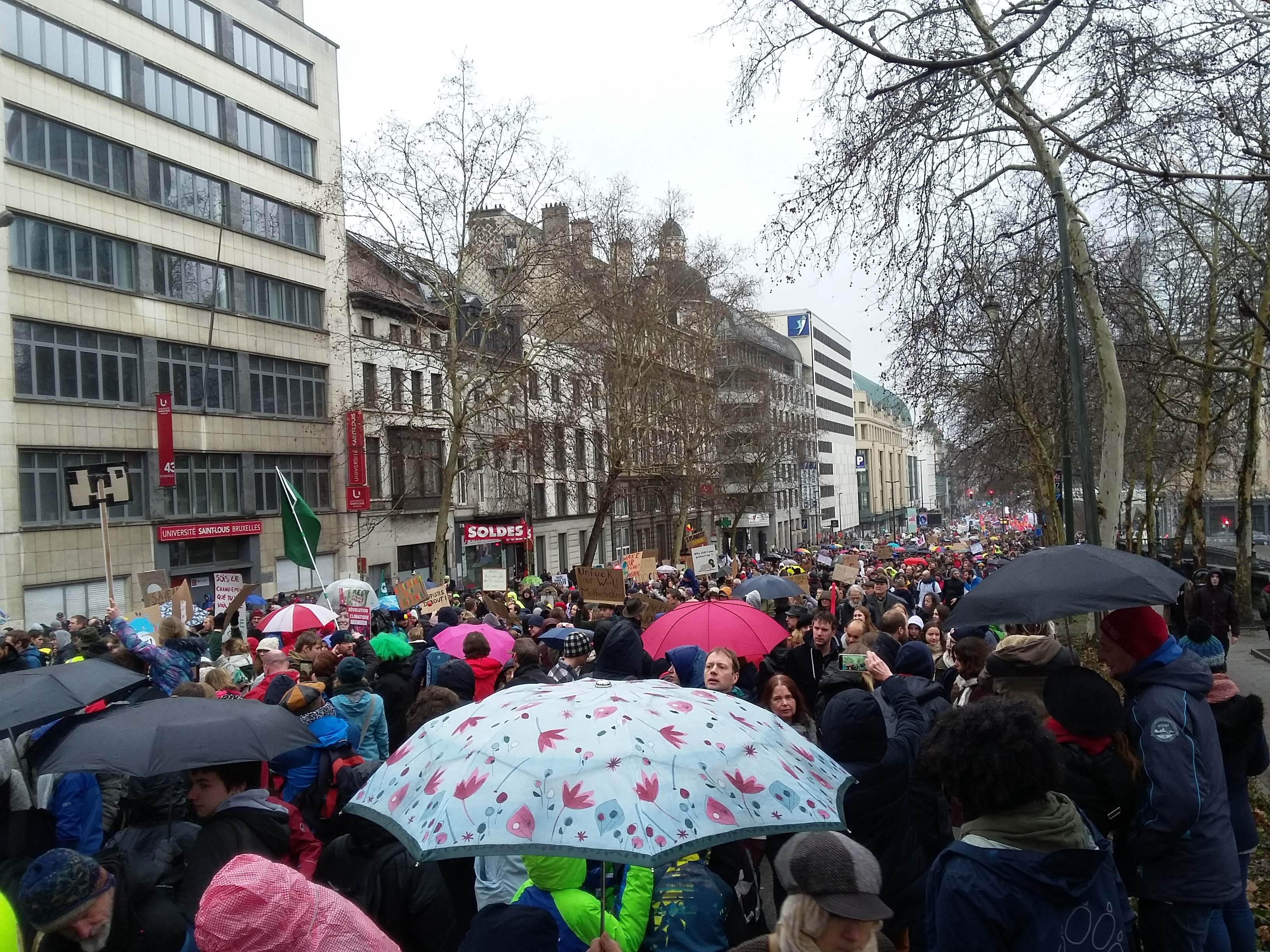
Zondag 27 januari 2019, Brussel
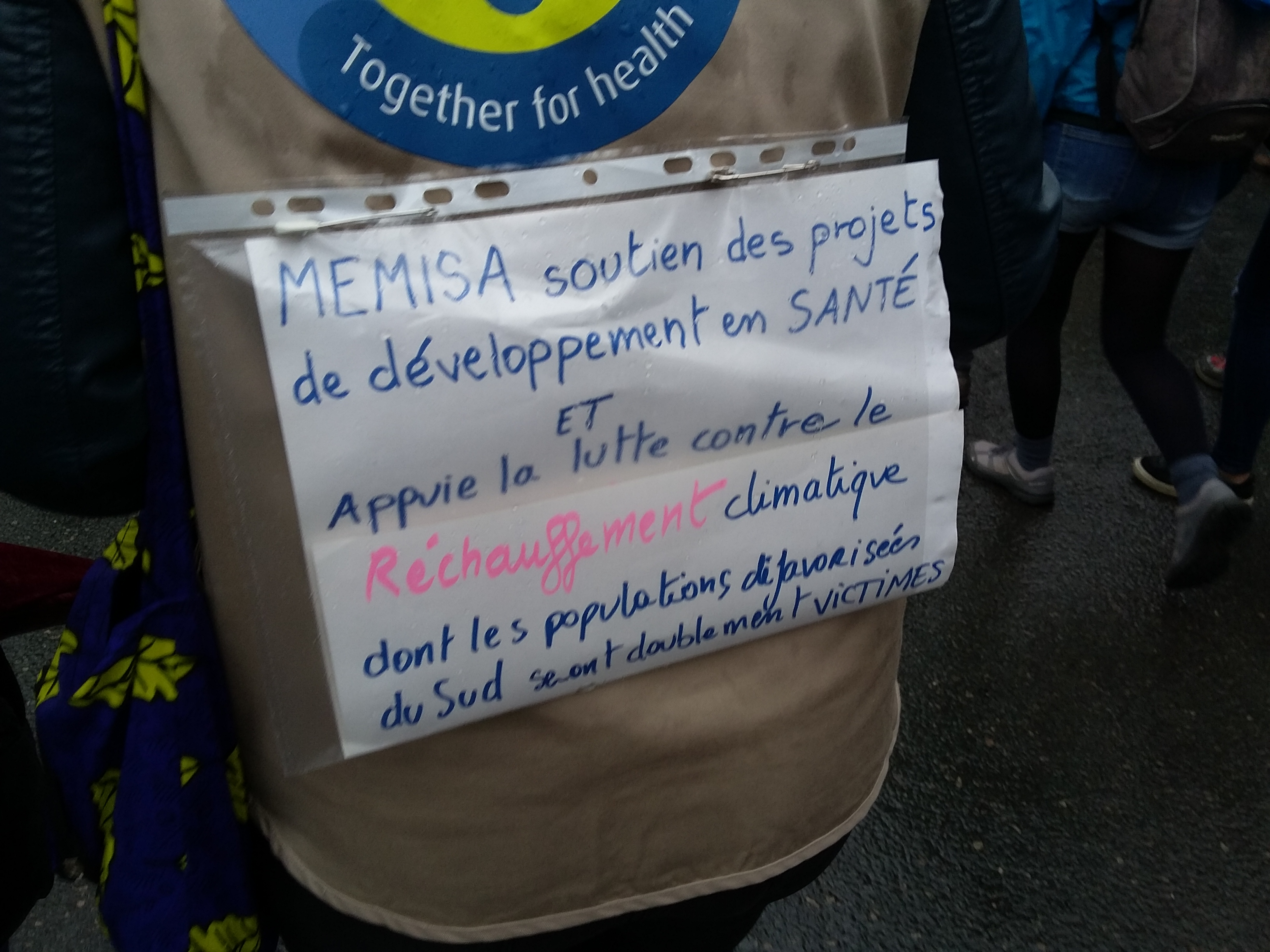
Zondag 27 januari 2019, Brussel
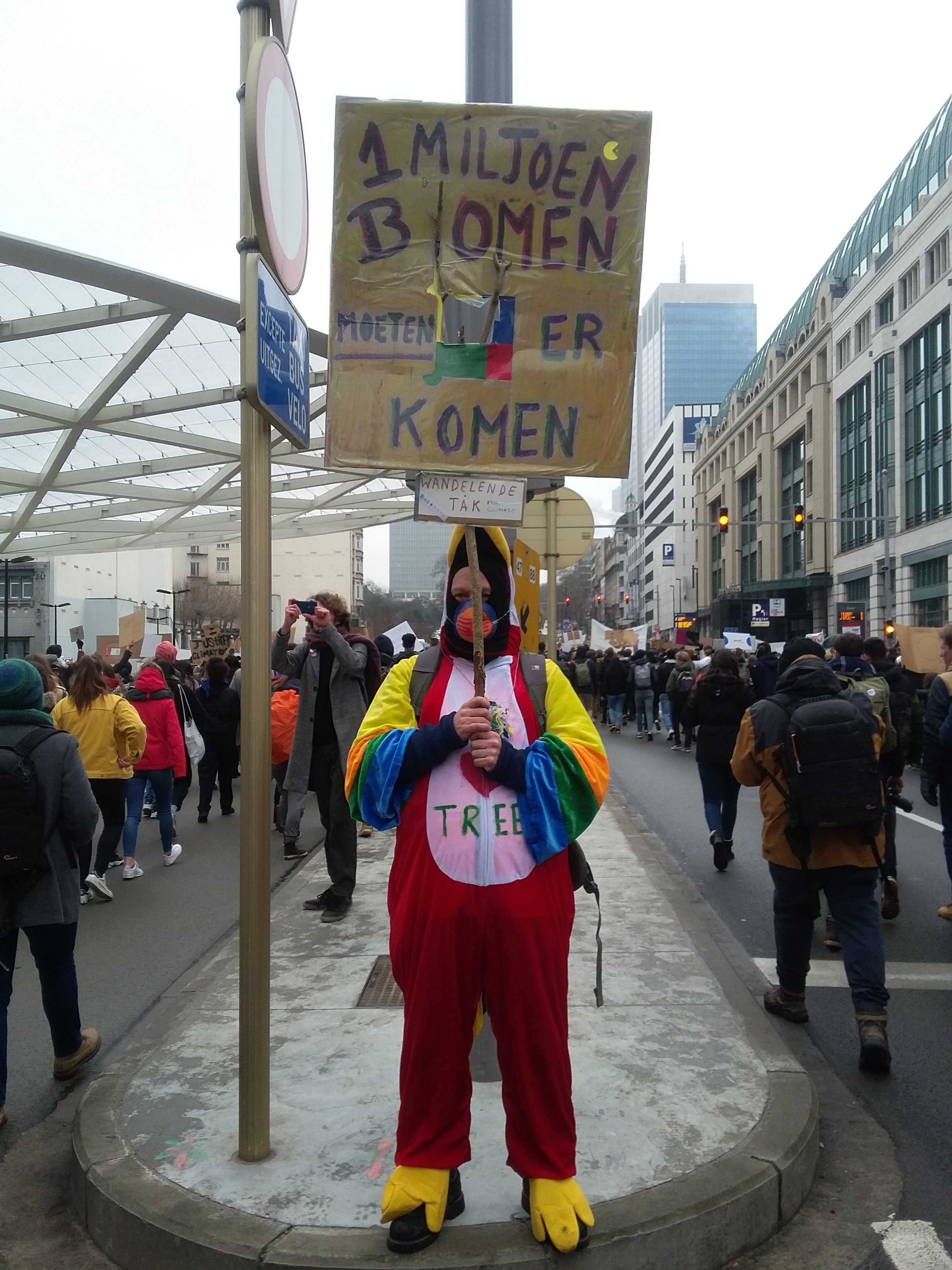
Donderdag 31 januari 2019, Brussel
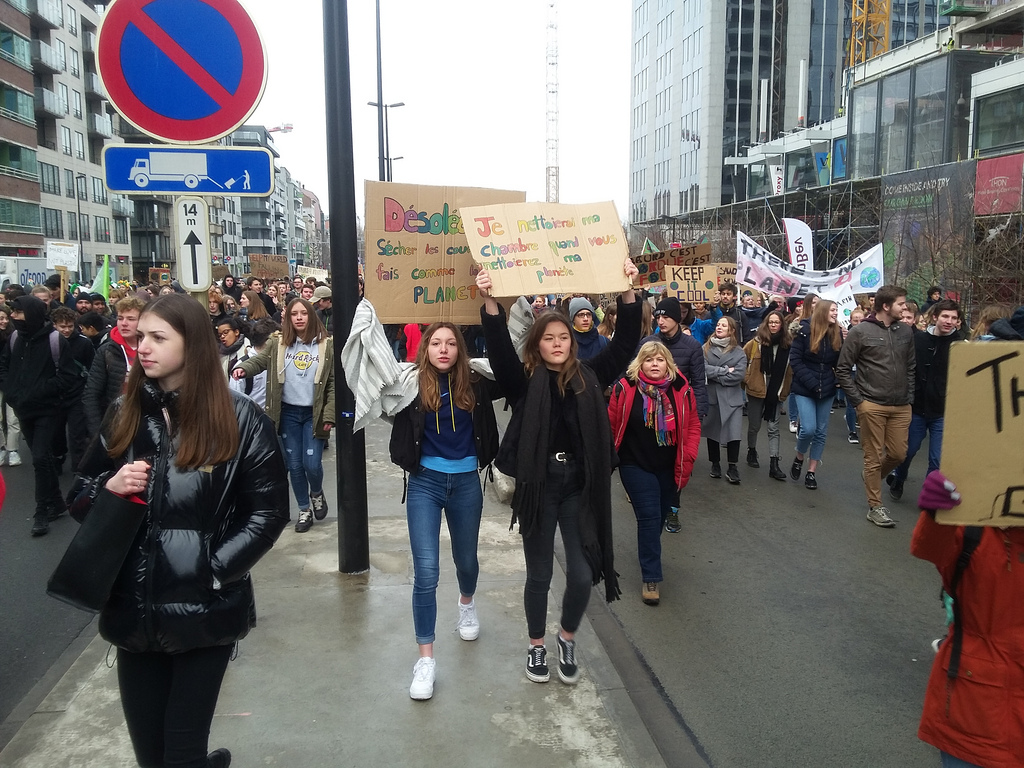
Donderdag 31 januari 2019, Brussel
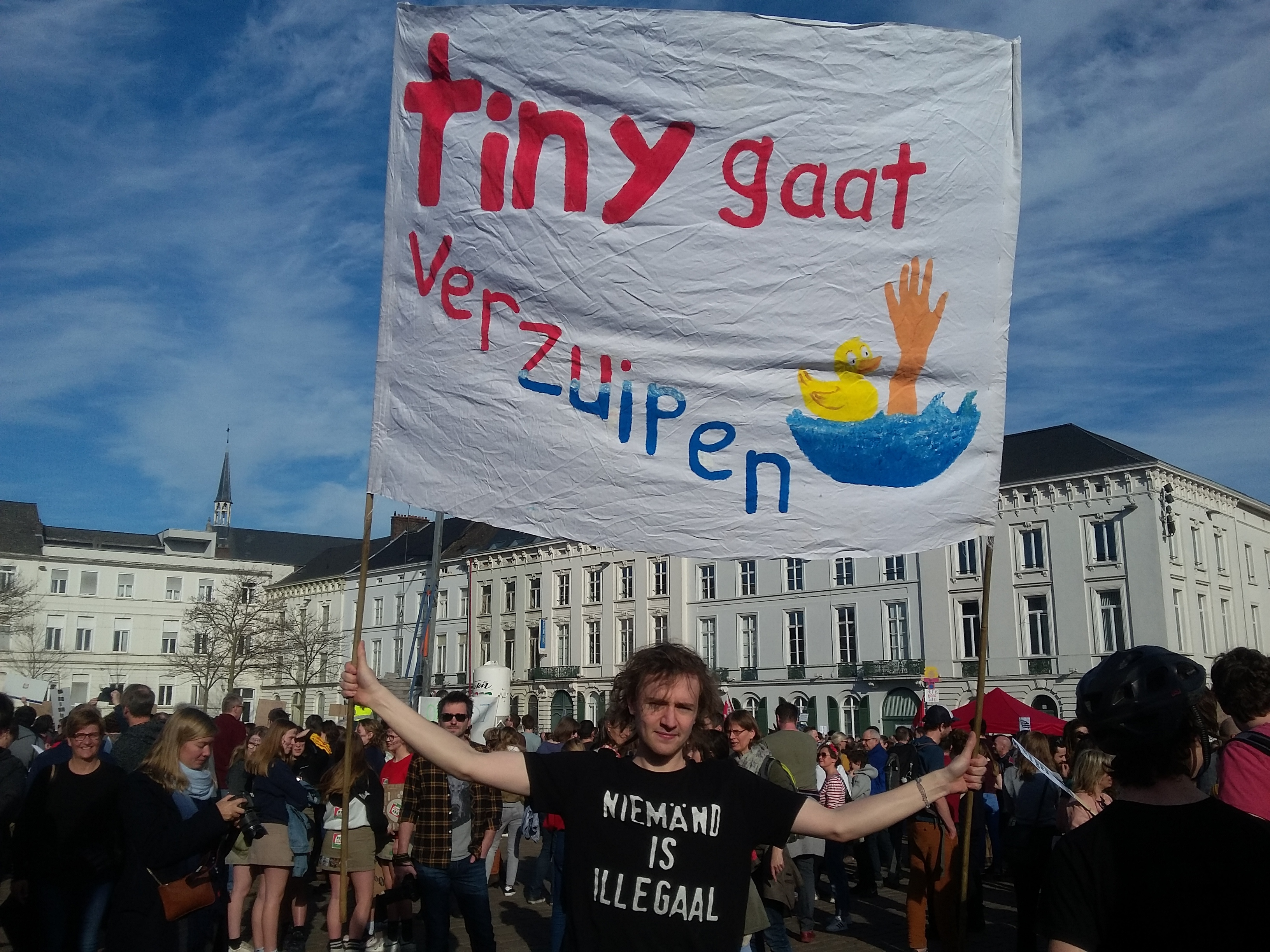
Klimaatmars, 24 februari 2019, Gent
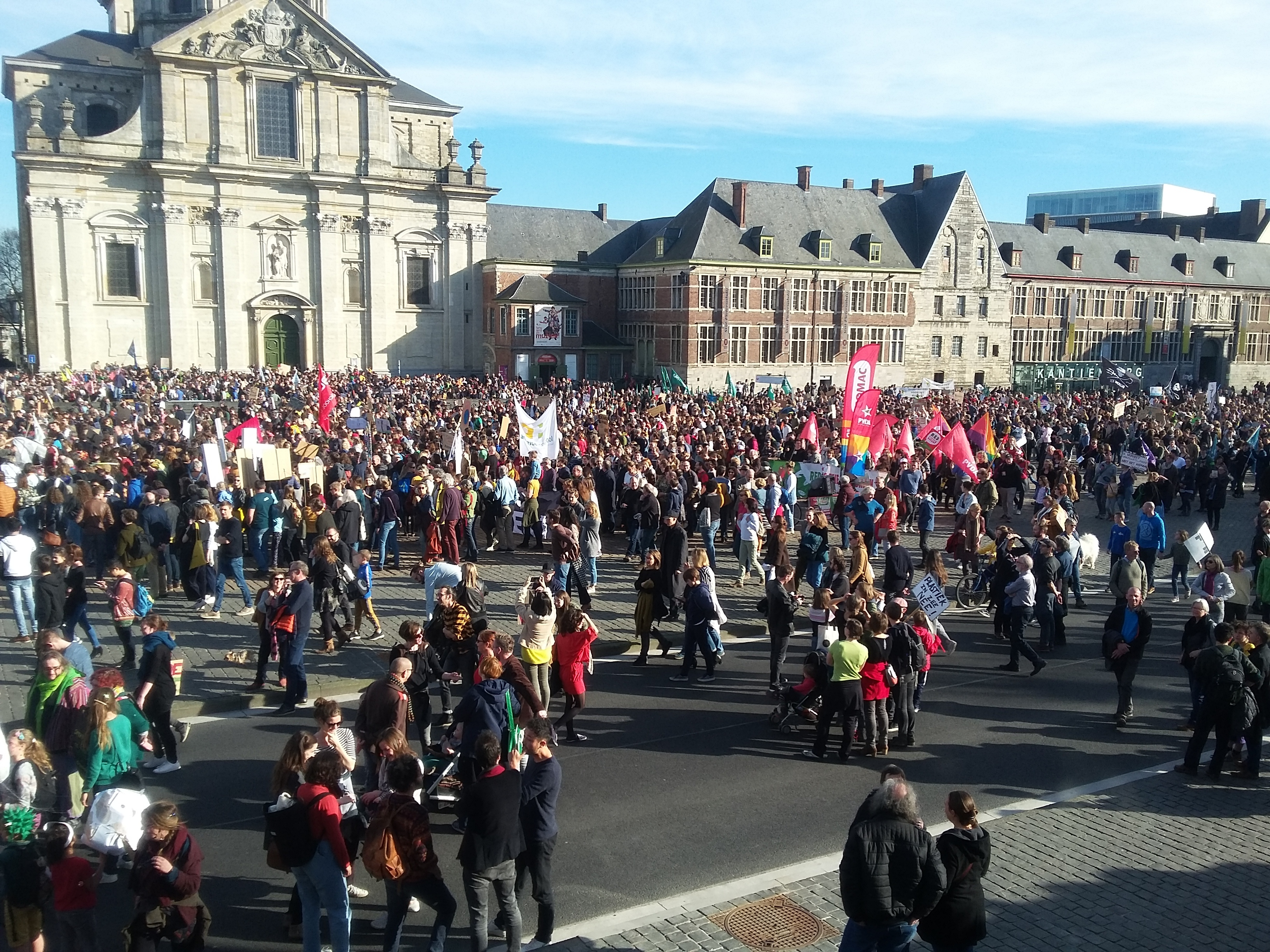
Klimaatmars, Gent
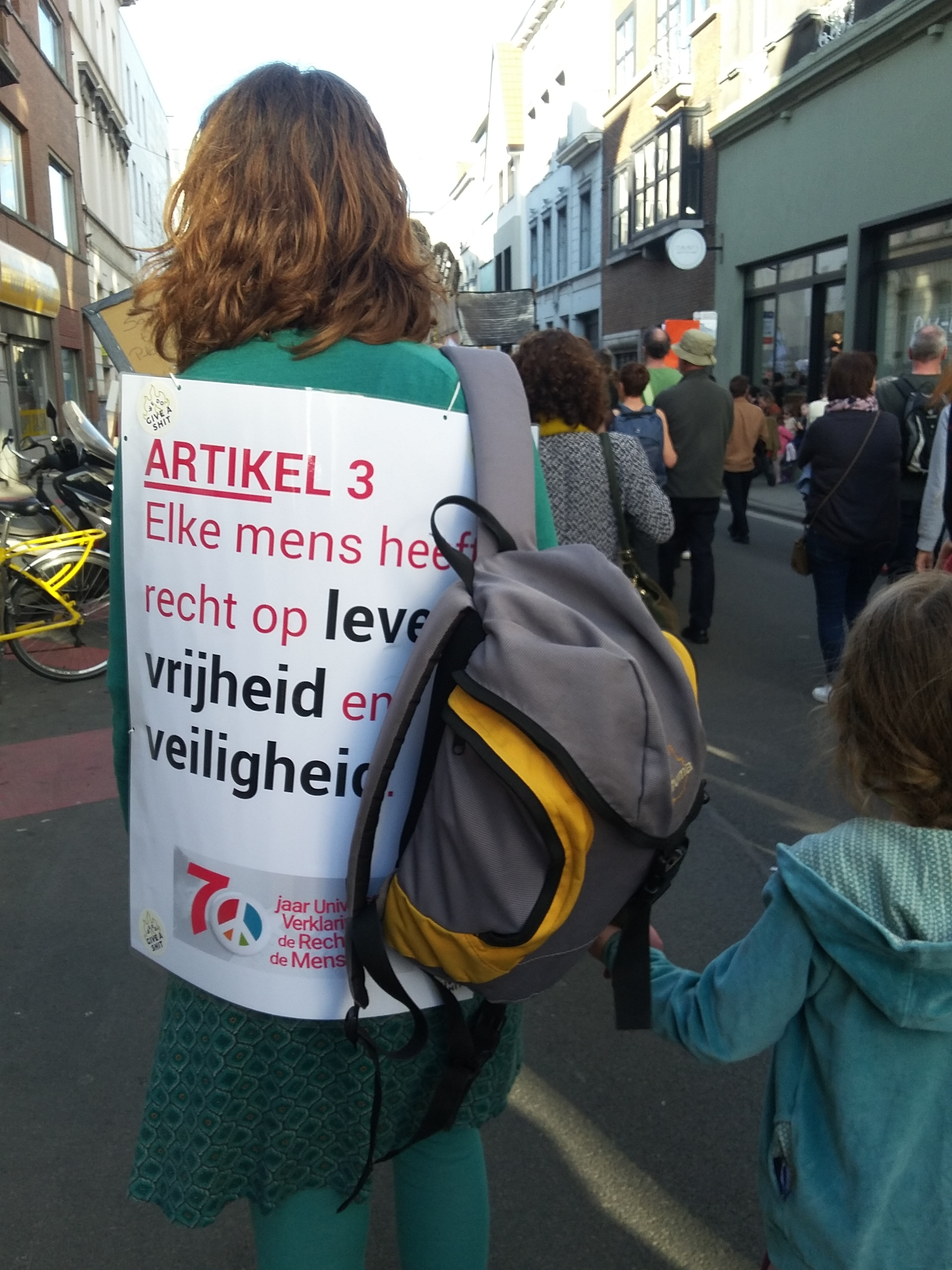
Klimaatmars, Gent
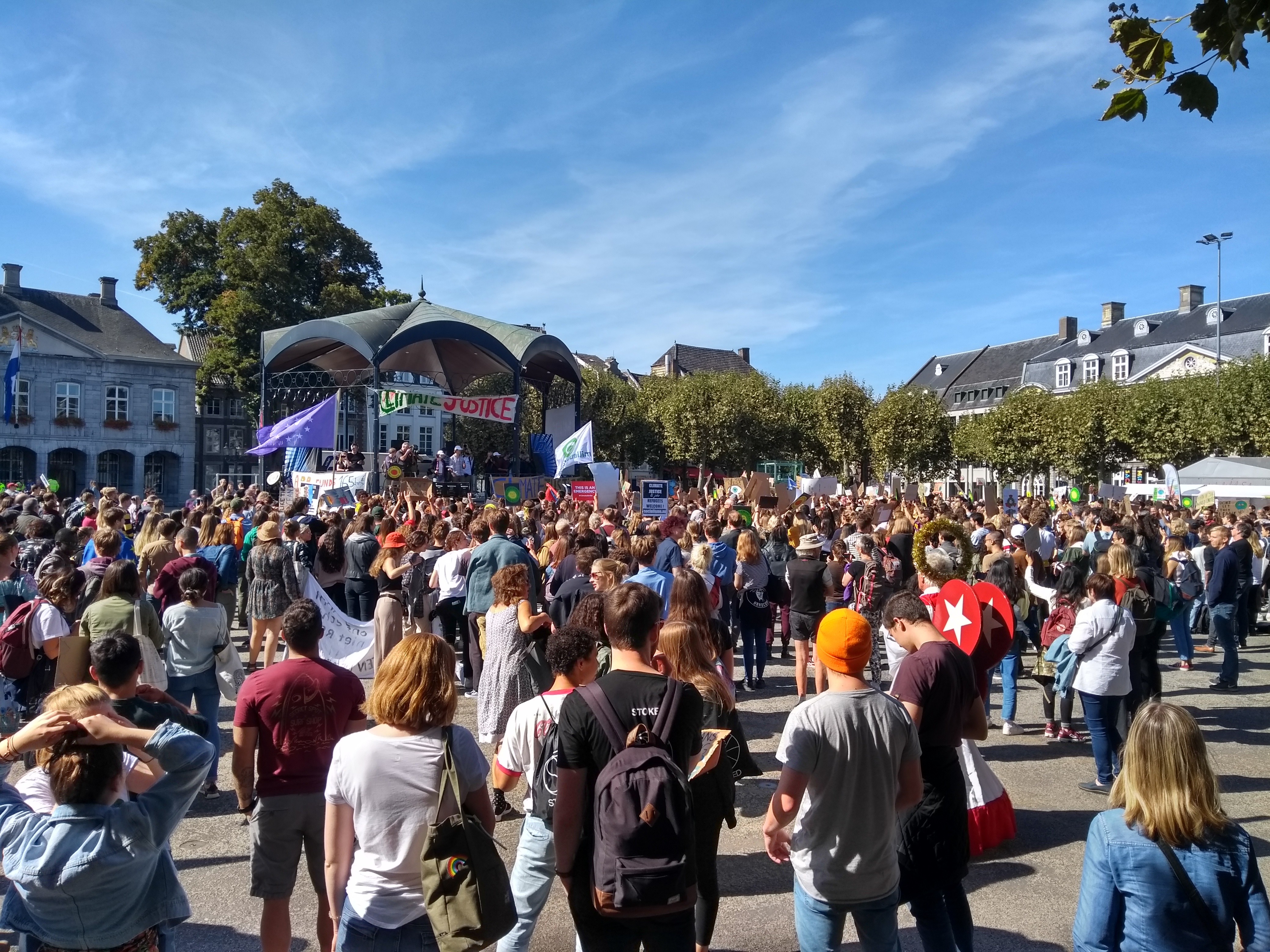
Vrijdag 20 september 2019, Maastricht

## Kritiek en lof

### België
In België lokten de acties van de klimaatspijbelaars kritiek uit bij zowel klimaatsceptische politici uit rechts-conservatieve kringen als bij progressieve politici. Zo hekelde N-VA-voorzitter en Antwerps burgemeester Bart De Wever eind januari 2019 het "doemdenken" van de bosbrossers en riep hij op tot een geleidelijke "ecologische transitie in het kader van innovatie, vooruitgang én economische groei".
Aansluitend en anticiperend op de grote klimaatmars van 28 februari 2019 verklaarde De Wever de dag voordien weliswaar bewondering te hebben voor de passie en het engagement van de jongeren maar ook, bij wijze van boutade, dat "het niet is omdat de puberteit betoogt, dat we met puberale antwoorden moeten komen". Volgens hem is het niet de taak van volwassenen en politici om de scholieren aan te zetten tot spijbelgedrag maar wel om het "vooruitgangsgeloof" bij jongeren te herstellen door hen rationele, positieve antwoorden te geven. Ook de Antwerpse sp.a-schepen van onderwijs en jeugd Jinnih Beels riep de jeugd op om te stoppen met hun spijbelacties.
Vlaams minister van Leefmilieu Joke Schauvliege kondigde op 5 februari 2019 tijdens een emotionele persconferentie haar ontslag aan na het verspreiden van foute informatie over de klimaatacties. Aanleiding voor haar ontslag was haar toespraak voor het Algemeen Boerensyndicaat drie dagen voordien, waarin ze had verklaard dat volgens de Staatsveiligheid de klimaatbetogingen 'geënsceneerd' en 'opgezet spel' waren van op wraak (ontslag) beluste natuurverenigingen en derhalve minder spontaan zijn dan ze op het eerste zicht lijken. De bewering bleek niet te kloppen: de Staatsveiligheid ontkende. Zelf weet ze haar fout aan een grootschalige, professionele affichecampagne en een online opgezette, persoonsgerichte sms- en e-mailactie tegen de vier Belgische ministers van Klimaat, waardoor ze naar eigen zeggen gefrustreerd en vermoeid was en zich daardoor liet "meesleuren". Niettegenstaande de klimaatbetogingen gedragen worden door een brede coalitie van uiteenlopende organisaties waaronder ook, en niet in het minst, deze van de christelijke zuil zoals de christelijke werknemersorganisatie Beweging.net (het vroegere ACW), het ACV, de Gezinsbond, de jeugdbewegingen Chiro en Vlaamse scouts, ontlokte Schauvlieges ontslag bij CD&V-voorzitter Wouter Beke de stelling dat de minister het slachtoffer was geworden van een doelbewuste beschadigingsoperatie van "extreemlinkse groepen die de klimaatbeweging hebben gekaapt voor politiek gewin". De intimiderende, volgens sommige experten wegens cyberstalking strafbare doxingcampagne werd immers op touw gezet door de actiegroep Act for Climate Justice. Tot de groepering behoren heel wat militanten en mandatarissen uit (groen-)linkse, ecosocialistische of marxistische partijen en organisaties zoals Groen, sp.a, PVDA of Hart boven Hard. Youth for Climate distantieerde zich bij monde van Anuna De Wever wel van de online campagne.
Buiten deze doxingcampagne waren ook bij andere acties aanhangers van politieke partijen aanwezig. Zo waren bij Climate Express, mede-organisator van de grote, zondagse Klimaatmarsen Rise for the climate, PVDA'ers prominent aanwezig. CE-oprichtster en voormalig voorzitter Natalie Eggermont was West-Vlaams lijsttrekker van de PVDA bij de Vlaamse parlementsverkiezingen van 26 juni 2019. Laura Cools, de oprichtster van 'Students for Climate', is sinds oktober 2018 gemeenteraadslid voor sp.a in het West-Vlaamse Koekelare.
In juli 2019 kregen de klimaatjongeren de Prijs voor de Democratie uitgereikt in Gent. Volgens de jury vertoonden zij veel gelijkenissen met de studentenprotesten in mei 1968 en hadden zij het vooroordeel doorprikt dat jongeren niet meer geëngageerd zijn.

### Wereldwijd
Wereldwijd vond het klimaatprotest weerklank in de pers. De klimaatspijbelaars kregen lof toegezwaaid uit verschillende hoeken, van filosoof Etienne Vermeersch tot filmster Leonardo DiCaprio. Vele leerkrachten steunden het klimaatprotest, terwijl schooldirecties eerder aarzelden of zelfs dwars lagen, uit vrees voor verloren lesuren.
Critici uit ecologische hoek vermoeden dat Greta Thunberg gecoacht is door We Don't Have Time, een Zweedse tech start-up, onder leiding van CEO Ingmar Rentzhog, en vrezen dat slimme investeerders de jeugd voor hun kar spannen. In februari 2019 gaf de organisatie We Don’t Have Time toe dat ze zonder medeweten van Greta Thunberg en haar familie haar naam gebruikt hadden.